# Арандис (аэропорт)
Аэропорт Арандис (англ. Arandis Airport; (ИАТА: ADI, ИКАО: FYAR)) — это аэропорт, обслуживающий Арандис, город в области Эронго в Намибии. Аэропорт находится в 5 км к югу от Арандиса. Город и аэропорт также обслуживают Rössing Uranium Mine, одну из крупнейших в мире карьерных урановых рудников.
Приводной радиомаяк Арандиса (Идентификатор: AD) расположен в 0,9 морских милях (1,7 км) от порога ВПП 10.